# غابريال سوليس

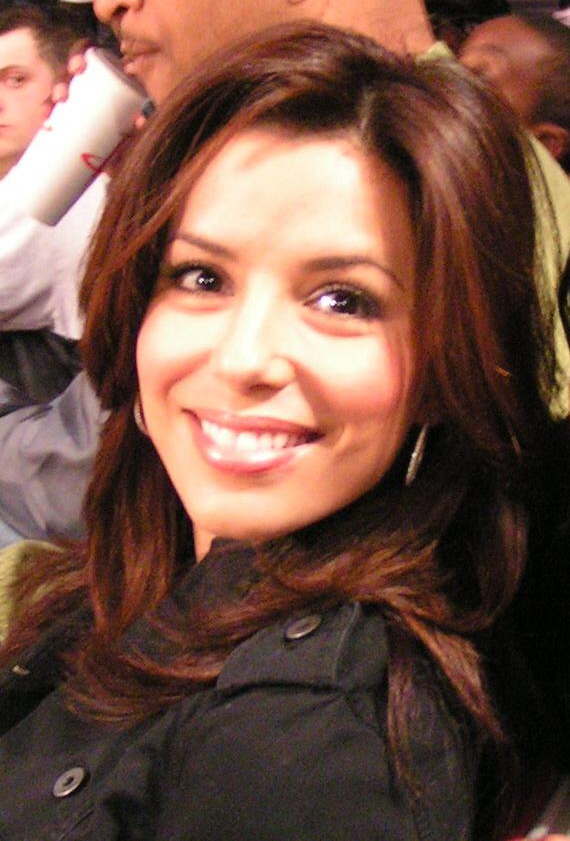

غابريال سوليس (بالإنجليزية: Gabrielle Solis)‏ هي شخصية من شخصيات مسلسل ربات بيوت يائسات. ولدت لعائلة فقيرة من أصول مكسيسكة هاجرت من غوادالاخارا.

## الجزء الأول
تتميز بجمال فاتن فتعمل كعارضة أزياء وتصبح غنية وتتزوج من رجل الأعمال المكسيكي الأصل كارلوس سوليس. تقيم علاقة عابرة مع جون روالند الذي يبلغ من العمر 16 سنة. تتوقف هذه العلاقة عند اكتشاف أمه للأمر. يزج بزوجها في الحبس ويفقد ثروته وتضطر إلى العمل وتعيش ظروف صعبة بعد أن كانت تمثل الشخصية سطحية.

## الجزء الثالث
تطلق من كارلوس وتحاول أن ترجع الي عالم العارضات ولكنها لا تنجح وتخطب من قبل فيكتور لانغ الذي يصبح عمدة فيرفيو ولكنها ترجع وتحب كارلوس ويقيموا علاقة سرية حتي لا يجرح (فيكتور) أو تبلغ (ايدي)عن العشرة ملايين دولار التي اختلسها كارلوس , بعدها يموت فيكتور لانغ أثناء شجار حصل بينه وبين كارلوس ولا ترث شيئاً منه , تعود لزوجها كارلوس بعد أن يفقد بصره بعد حادثة الشجار , وتفقد جمالها وأموالهم بعد خمس سنوات وبعد أن أنجبت طفلتين مارجيتا وسوليسا ويعود لكارلوس بصره من جديد ..